# 1 or W
1 or W (１orW（ワン・オア・ダブル） Wan oa daburu?), llamado Uno o Dos en la edición de Planeta DeAgostini, es un volumen de manga que recopila nueve historias cortas de Rumiko Takahashi, publicado originalmente en Japón en 1994 y posteriormente en España por Planeta DeAgostini en agosto de 1997. Actualmente ha sido reeditada por Glénat en formato Big Manga.

## Historias incluidas
1. Una kannon estilizada (スリム観音 Surimu kannon?, 1991 en Petit Comic).
2. Soy un perro ¿¡pasa algo!? (犬でわるいか!! Inu de waruika!!?, 1985 en Shōnen Sunday).
3. La abuela está conmigo (お婆さんといっしょ Obāsan to issho?, 1985 en Big Comic Spirits).
4. Lucharemos hasta el fin del mundo (がんばり末世 Gonbari masse?, 1978 en Shōnen Sunday).
5. El abuelo (グランド・ファザー Gurando fazā?, 1990 en Big Comic Spirits).
6. Una invitación al Takarazuka (宝塚への招待～INVITATION TO TAKARAZUKA～ Takarazuka e no shōtai?, 1993 en Big Comic Spirits).
7. 1 or W (１orW（ワン・オア・ダブル） Wan oa daburu?, 1994 en Shōnen Sunday).
8. Un final feliz (ハッピー・トーク Happī tōku?, 1984 en Big Comic Spirits).
9. ¡¡Soy una diosa!! (うちが女神じゃ!! Uchi ga megami ja!!?, 1989 en Shōnen Sunday).

- Datos: Q3597952